# Sarò con te
Sarò con te è un film documentario del 2024, diretto da Andrea Bosello.

## Produzione
Il film è incentrato sulla vittoria del terzo scudetto da parte del club Napoli. Alla pellicola prendono parte, oltre agli stessi calciatori e allo staff tecnico della squadra, anche numerose figure del mondo dello sport, dello spettacolo e del giornalismo, tra cui: Fabio Cannavaro, Geolier, Toni Servillo, Silvio Orlando, Maurizio de Giovanni, Salvatore Esposito, Luisa Ranieri, Marco D'Amore, Diletta Leotta, Paolo Condò, Robert Del Naja, Federica Zille, Pierluigi Pardo, Fabrizio Roncone, Francesco Repice.

## Promozione
Il primo trailer del film è stato diffuso il 5 aprile 2024.

## Distribuzione
La pellicola esce nelle sale il 4 maggio 2024, in concomitanza con l'anniversario della vincita del terzo scudetto da parte del club napoletano.

## Accoglienza

### Incassi
Nel primo giorno di programmazione il film è risultato primo al box office riscuotendo quasi 500000 €.